# 戦争童話
戦争童話（せんそうどうわ）は、2002年から2009年までの8年間、毎年8月にテレビ朝日系列（ANN）にて放送されていたテレビアニメシリーズの名称である。
ローカルセールス枠となっているため、遅れネットまたは未放送となっている局も多い。

## 作品一覧
原作付きの作品は1〜5・7弾（いずれも野坂昭如の短編が原作）で、6・8弾はアニメオリジナル作品となっている。
| 作品名                                     | 放送期間      | 備考                |
| ------------------------------------------ | ------------- | ------------------- |
| ウミガメと少年                             | 2002年8月15日 | 野坂昭如 戦争童話集 |
| 凧になったお母さん                         | 2003年8月15日 | 野坂昭如 戦争童話集 |
| 小さい潜水艦に恋をしたでかすぎるクジラの話 | 2004年8月14日 | 野坂昭如 戦争童話集 |
| ぼくの防空壕                               | 2005年8月13日 | 野坂昭如 戦争童話集 |
| 焼跡の、お菓子の木                         | 2006年8月15日 | 野坂昭如 戦争童話集 |
| ふたつの胡桃                               | 2007年8月15日 | '07戦争童話         |
| キクちゃんとオオカミ                       | 2008年8月15日 | '08戦争童話         |
| 青い瞳の女の子のお話                       | 2009年8月13日 | '09戦争童話         |